# Bdelloura candida
Bdelloura candida is een platworm (Platyhelminthes). De worm is tweeslachtig. De soort leeft in het zoute water.
Het geslacht Bdelloura, waarin de platworm wordt geplaatst, wordt tot de familie Bdellouridae gerekend. De wetenschappelijke naam van de soort werd voor het eerst geldig gepubliceerd in 1850 door Girard.